# 성주 용기사지 석조유물
성주 용기사지 석조유물(星州 用起寺址 石造遺物)은 대한민국 경상북도 성주군 수륜면 백운리의 용기사지에 전하는 돌로 된 4점의 유물이다. 2006년 6월 29일 경상북도의 문화재자료 제508호로 지정되었다.

## 개요
성주 용기사지 석조유물은 지금은 폐사(廢寺)되고 그 터만 남아 있는 용기사(龍起寺)에서 생활했던 승려들이 음식을 만들 때 사용했던 석조(石槽)와 맷돌이다.
석조는 가로 160cm, 세로 120cm에 높이 73cm, 깊이 52cm정도의 크기로 길쭉하게 모를 죽인 직사각형 형태를 하고 있으며 완형으로 남아 있다. 속이 깊고 안쪽 바닥 한켠에 구멍을 뚫어 놓아 배수가 되도록 하였으며, 안쪽 구멍은 매끈하게 다듬었는데 비하여 바깥쪽은 적당히 다듬었다. 전체적으로 둔중한 편이나 소박한 멋이 있다.
맷돌은 모두 3점으로 지름이 120cm, 80cm, 70cm정도의 크기이며, 2점은 석조와 연접하여 있으며 윗돌이 없어졌으나 아랫돌은 완전하다. 1점은 동남쪽으로 10m가량 떨어진 곳에 있으며, 일부 파손되었으나 원형을 파악하는 데는 무리가 없다.
용기사의 창건연대에 대해서는 명확한 기록은 없으나 조선시대에 성주목사를 지낸 황준량(黃俊良)의 시를 통해 볼 때 16세기 무렵에 창건된 것으로 추정된다. 『선조실록』과 『성산지』에는 임진왜란시 경상우도 총섭승(總攝僧) 신열(信悅)이 승군(僧軍)을 동원하여 화살을 만들었으며 가야산산성(용기산성)을 수축하고 남문을 건립하였다는 기록이 전한다. 따라서 이 절터는 신열스님이 본영을 두고 수백명의 승군들이 주둔 하였던 곳이었을 것으로 추정되며, 남아 있는 석조와 맷돌은 승군들의 음식을 만들 때 사용하였을 것이라는 점에서 그 의미가 크다고 할 수 있다.

## 참고 자료
- 성주 용기사지 석조유물 - 국가유산청 국가유산포털